# Elbe-Parey
Elbe-Parey là một đô thị thuộc huyện Jerichower Land, bang Sachsen-Anhalt, Đức. Đô thị Elbe-Parey có diện tích 108,64 km², dân số thời điểm ngày 31 tháng 12 năm 2006 là 7662 người. It is situated on the Elbe-Havel Canal, approx. 40 km về phía đông bắc của Magdeburg.